# Ester de Lemos
Maria Esther Guerne Garcia de Lemos Trigueiros de Martel (Carvalhal - Bombarral, 2 de Novembro de 1929), que assina Esther de Lemos, é uma professora universitária, tradutora e escritora portuguesa.
Desenvolveu profunda atividade ensaística, debruçando-se sobre a obra de Camilo Castelo Branco e de Eça de Queirós.
Foi tradutora de Boccaccio, Petrarca, Pascal, La Fontaine e autores de literatura para crianças
Como criadora literária, dividiu-se entre os domínios do romance e da literatura infantil, notando-se em algumas da suas obras uma certa influência da novelística anglo-saxónica
Colaborou durante 27 anos consecutivos, entre 1947 e 1974, nas publicações periódicas infantis "Lusitas" e "Fagulha" e juvenil "Menina e Moça", editadas pela Mocidade Portuguesa Feminina. Colaborou também na revista Tempo Presente.
Com a publicação do romance Companheiros, obteve o Prémio Eça de Queiroz do SNI (1960).
Católica convicta e grande defensora dos princípios ideológicos do Estado Novo, desenvolveu carreira parlamentar na IX Legislatura (1965-1969).

## Biografia
Licenciou-se em Filologia Românica pela Universidade de Lisboa (1952).
Foi professora assistente da Faculdade de Letras de Lisboa (1957-1963);
Em 1963 interrompe a docência para preparar o doutoramento, mas incompatibiliza-se com o seu orientador, Jacinto Prado Coelho, Presidente da Sociedade Portuguesa de Escritores, pela atribuição do prémio a Luandino Vieira e não dá seguimento à tese (1965);
Retoma a actividade de professora na Faculdade (1971-1974);
Devido às profundas alterações trazidas pela Revolução de 25 de Abril de 1974, foi saneada da Faculdade de Letras em Novembro desse ano;
Professora da Escola Secundária do Fundão (1975-1978); Professora do Liceu e Queluz (1979-1982); tendo obtido a aposentação, depois de também ter leccionado no Instituto de Novas Profissões (1990).
Carreira político-administrativa:
- Assistente de programas literários da Emissora Nacional (1954-1959);
- Quando foi eleita deputada para a IX Legislatura (1965-1969) era consultora linguística do Laboratório Nacional de Engenharia Civil, em regime de colaboração.

Carreira parlamentar Legislaturas Círculo Comissões
IX Lisboa Educação Nacional, Cultura Popular e Interesses Espirituais e Morais.

## Obra
- Mestre Chico Trapalhão, 1947[4]
- D. Maria II (a Rainha e a mulher) no centenário da sua morte, Fundação da Casa de Bragança, 1954
- A borboleta sem asas, Ática, 1958[5]
- Na aurora da nossa poesia, Direcção Geral do Ensino Primário, [195-?][5]
- Companheiros, Edições Atica, 1962
- A Rainha de Babilónia: Contos infantis, Edições Atica, 1962
- Dezoito Anos, Verbo, 1966
- Arca-de-Noé: palavras e coisas; sobre documentação de Henriette Filloux e Janine Gollier, Verbo, 1969
- Teatro para gente miúda, Mocidade Portuguesa, 197?[5]
- A literatura infantil em Portugal, Dir. Geral da Educação Permanente, 1972[5]
- Boccaccio, Verbo, 1972[6]
- Petrarca, Verbo, 1972[6]
- Camões, Verbo, 1972[6]
- A Menina de Porcelana e o General de Ferro, Ática, 1972[7]
- A "clepsidra" de Camilo Pessanha: notas e reflexões, Verbo, 1981[5]
- Rapariga, Ática, abril de 1985[8]
- O balão cor de laranja e outras histórias, Verbo, 1986[5]
- Terra de ninguém: contos, Gráfica Movimento, 1994[5]
- Fernando de Paços: Obra poética, Imprensa Nacional-Casa da Moeda, 2005
- Mesmo Bom para Ler na Páscoa, Paulus, março de 2019[9]

Artigos em revistas:
- Sobre la poesía de Camilo Pessanha, revista de crítica cultural, 17, Universidad de Navarra, 2011-2012
- Memória livre: (sobre o volume de Fernanda de Castro "Ao fim da memória"), Colóquio: Letras, Nº. 98, 1987 (Exemplar dedicado a: Homenagem a Miguel Torga)
- Camilo visto por Pascoaes, Colóquio: Letras, Nº. 94, 1986

## Dados genealógicos
Nasceu na Quinta da Granja, freguesia do Carvalhal, concelho do Bombarral, 7ª e última filha de Jaime Garcia de Lemos, oficial da Arma de Artilharia, e herói de guerra da 1ª Guerra Mundial, natural da freguesia de Salvador, em Santarém, e de sua mulher D. Ester Guerne, natural da freguesia de São Pedro de Alcântara, em Lisboa; neta paterna de António Garcia, e de D. Amélia Augusta de Lemos; e neta materna António Joaquim Guerne, e de D. Amélia Barbosa.
Casou com:
- Carlos Nuno Trigueiros de Martel e Vasconcelos (Fundão, 31 de Julho de 1924 - Queluz, 28 de Outubro de 2012), licenciado em História e Filosofia pela Faculdade de Letras de Lisboa. Foi assistente de programas literários na antiga Emissora Nacional, professor do ensino oficial e proprietário. Residente em Queluz.

Tiveram:
- Diogo Nuno Trigueiros Garcia de Lemos Martel (n. 1959), nasceu a 15-I-1959 em Queluz. Licenciado em Engenharia Electrotécnica, coronel da Força Aérea. Casado a 30-III-1985 em Queluz com Aurora Maria Silveira Tomaz (n. 1957), filha de Manuel Fernandes Tomaz (1932-2011), nascido a 3-VII-1932 em Pombal, tenente-coronel de Cavalaria, e de sua mulher D. Lília Ermelinda Flaviana América Picardo (1935-2009) nascida a 17-IV-1935 na freguesia de São Matias, Ilha da Piedade, em Goa, na Índia Portuguesa..
- Paulo José Garcia de Lemos Trigueiros de Martel (n. 1964), nasceu a 25-I-1964 em Queluz. Licenciado em Bioquímica, doutorado em Bioquímica pela Universidade Nova de Lisboa, investigador científico e professor da Unidade de Ciências Exactas e Humanas da Universidade do Algarve.
- Maria da Piedade Garcia de Lemos Trigueiros de Martel (n. 1969), nasceu a 1-II-1969 em Queluz.
- Filipe Carlos Garcia de Lemos Trigueiros de Martel (1971 - 1999), nasceu a 7-IV-1971 em Queluz e faleceu a 23-IX-1999 na Golegã.